# Neuvième circonscription de Paris de 1958 à 1986
Pour les articles homonymes, voir Neuvième circonscription de Paris de 1988 à 2012 et Neuvième circonscription de Paris depuis 2012.
De 1958 à 1986, la neuvième circonscription législative de Paris recouvrait deux quartiers du 11e arrondissement de la capitale, les quartiers Folie-Méricourt et Saint-Ambroise. Cette délimitation s'est appliquée aux sept premières législatures de la Cinquième République française. De 1958 à 1967, elle se confond avec la 9e circonscription de la Seine.

## Députés élus
| Législature | Début de mandat | Fin de mandat   | Député         |  | Parti politique | Observations                                                       |
| ----------- | --------------- | --------------- | -------------- |  | --------------- | ------------------------------------------------------------------ |
| Ire         | 9 décembre 1958 | 9 octobre 1962  | André Fanton   |  | UNR             | mandat écourté à la suite d'une dissolution du général de Gaulle   |
| IIe         | 6 décembre 1962 | 2 avril 1967    | André Fanton   |  | UNR             |                                                                    |
| IIIe        | 3 avril 1967    | 30 mai 1968     | André Fanton   |  | UD-Ve           | mandat écourté à la suite d'une dissolution du général de Gaulle   |
| IVe         | 11 juillet 1968 | 22 juillet 1969 | André Fanton   |  | UDR             | nommé au gouvernement                                              |
| IVe         | 23 juillet 1969 | 1er avril 1973  | Michel Marquet |  | UDR             | suppléant d'André Fanton                                           |
| Ve          | 2 avril 1973    | 2 avril 1978    | André Fanton   |  | UDR             |                                                                    |
| VIe         | 3 avril 1978    | 22 mai 1981     | Alain Devaquet |  | RPR             | mandat écourté à la suite d'une dissolution de François Mitterrand |
| VIIe        | 2 juillet 1981  | 1er avril 1986  | Georges Sarre  |  | PS              |                                                                    |

En 1985, le président de la République François Mitterrand changea le mode de scrutin des députés en établissant le scrutin proportionnel par département. Le nombre de députés du département de Paris fut ramené de 31 à 21 et les circonscriptions furent supprimées au profit du département.

## Évolution de la circonscription
En 1986, cette circonscription a été fusionnée avec une partie de l'ancienne trentième circonscription et une partie de l'ancienne trente et unième circonscription pour former la nouvelle « sixième circonscription ».

### Élections de 1958
| Candidat                    | Candidat                    | Parti                     | Premier tour | Premier tour | Second tour | Second tour |  |
| Candidat                    | Candidat                    | Parti                     | Voix         | %            | Voix        | %           |  |
| --------------------------- | --------------------------- | ------------------------- | ------------ | ------------ | ----------- | ----------- |  |
|                             | Georges Cogniot             | PCF                       | 10 892       | 26,02        | 13 506      | 33,18       |  |
|                             | Jean Grousseaud             | CNIP                      | 9 475        | 22,63        | 11 953      | 29,36       |  |
|                             | André Fanton élu            | UNR                       | 8 048        | 19,23        | 15 235      | 37,43       |  |
|                             | André Hugues                | Radsoc                    | 6 039        | 14,43        | 12          | 0,03        |  |
|                             | François Galy               | SFIO                      | 3 660        | 8,74         | Retrait     | Retrait     |  |
|                             | Yves Jouff                  | UFD                       | 1 969        | 4,7          |             |             |  |
|                             | René Beaurin-Gressier       | Divers                    | 848          | 2,03         |             |             |  |
|                             | Octave Constant             | UFF                       | 733          | 1,75         |             |             |  |
|                             | Benjamin dit Germain Libine | Divers droite (Gaulliste) | 197          | 0,47         |             |             |  |
|                             |                             |                           |              |              |             |             |  |
| Inscrits                    | Inscrits                    | Inscrits                  | 55 171       | 100,00       | 55 171      | 100,00      |  |
| Abstentions                 | Abstentions                 | Abstentions               | 12 298       | 22,29        | 13 522      | 24,51       |  |
| Votants                     | Votants                     | Votants                   | 42 873       | 77,71        | 41 649      | 75,49       |  |
| Blancs et nuls              | Blancs et nuls              | Blancs et nuls            | 1 012        | 2,36         | 943         | 2,26        |  |
| Exprimés                    | Exprimés                    | Exprimés                  | 41 861       | 97,64        | 40 706      | 97,74       |  |
| Source : Gallica et CEVIPOF |                             |                           |              |              |             |             |  |

Le suppléant d'André Fanton était Michel Marquet, directeur commercial.

### Élections de 1962
| Candidat                    | Candidat                   | Parti          | Premier tour | Premier tour | Second tour | Second tour |  |
| Candidat                    | Candidat                   | Parti          | Voix         | %            | Voix        | %           |  |
| --------------------------- | -------------------------- | -------------- | ------------ | ------------ | ----------- | ----------- |  |
|                             | André Fanton sortant réélu | UNR-UDT        | 14 045       | 43,76        | 18 129      | 57,06       |  |
|                             | Pierre Néron               | PCF            | 10 173       | 31,7         | 13 644      | 42,94       |  |
|                             | Jean Grousseaud            | Modérés        | 2 906        | 9,05         | Retrait     | Retrait     |  |
|                             | François Galy              | SFIO           | 2 364        | 7,37         | Retrait     | Retrait     |  |
|                             | André Hugues               | Radsoc         | 1 314        | 4,09         |             |             |  |
|                             | Francine Lefebvre          | MRP            | 1 293        | 4,03         |             |             |  |
|                             |                            |                |              |              |             |             |  |
| Inscrits                    | Inscrits                   | Inscrits       | 48 667       | 100,00       | 48 656      | 100,00      |  |
| Abstentions                 | Abstentions                | Abstentions    | 15 879       | 32,63        | 15 280      | 31,4        |  |
| Votants                     | Votants                    | Votants        | 32 788       | 67,37        | 33 376      | 68,6        |  |
| Blancs et nuls              | Blancs et nuls             | Blancs et nuls | 693          | 2,11         | 1 603       | 4,8         |  |
| Exprimés                    | Exprimés                   | Exprimés       | 32 095       | 97,89        | 31 773      | 95,2        |  |
| Source : Gallica et CEVIPOF |                            |                |              |              |             |             |  |

Le suppléant d'André Fanton était Michel Marquet.

### Élections de 1967
| Candidat                         | Candidat                   | Parti                     | Premier tour | Premier tour | Second tour | Second tour |  |
| Candidat                         | Candidat                   | Parti                     | Voix         | %            | Voix        | %           |  |
| -------------------------------- | -------------------------- | ------------------------- | ------------ | ------------ | ----------- | ----------- |  |
|                                  | André Fanton sortant réélu | UD-Ve                     | 14 819       | 43           | 17 138      | 52,72       |  |
|                                  | Yvonne Dumont              | PCF                       | 9 520        | 27,62        | 15 370      | 47,28       |  |
|                                  | André Cellard              | FGDS (Radical)            | 4 357        | 12,64        | Retrait     | Retrait     |  |
|                                  | René Maquer                | CD (PDM)                  | 3 066        | 8,9          |             |             |  |
|                                  | Raymond Sarembaud          | PSU                       | 1 842        | 5,34         |             |             |  |
|                                  | Pierre Grandin             | Extrême droite            | 603          | 1,75         |             |             |  |
|                                  | Jacques Bidel              | Divers droite (Gaulliste) | 259          | 0,75         |             |             |  |
|                                  |                            |                           |              |              |             |             |  |
| Inscrits                         | Inscrits                   | Inscrits                  | 43 339       | 100,00       | 43 331      | 100,00      |  |
| Abstentions                      | Abstentions                | Abstentions               | 8 233        | 19           | 9 523       | 21,98       |  |
| Votants                          | Votants                    | Votants                   | 35 106       | 81           | 33 808      | 78,02       |  |
| Blancs et nuls                   | Blancs et nuls             | Blancs et nuls            | 640          | 1,82         | 1 300       | 3,85        |  |
| Exprimés                         | Exprimés                   | Exprimés                  | 34 466       | 98,18        | 32 508      | 96,15       |  |
| Source : Data.gouv.fr et CEVIPOF |                            |                           |              |              |             |             |  |

Le suppléant d'André Fanton était Michel Marquet.

### Élections de 1968
| Candidat                         | Candidat                   | Parti          | Premier tour | Premier tour | Second tour | Second tour |  |
| Candidat                         | Candidat                   | Parti          | Voix         | %            | Voix        | %           |  |
| -------------------------------- | -------------------------- | -------------- | ------------ | ------------ | ----------- | ----------- |  |
|                                  | André Fanton sortant réélu | UDR (URP)      | 14 264       | 45,2         | 15 040      | 50,52       |  |
|                                  | Aimé Delarue               | PCF            | 6 856        | 21,73        | 9 945       | 33,4        |  |
|                                  | Jacques Rolland            | CD (PDM)       | 4 655        | 14,75        | 4 787       | 16,08       |  |
|                                  | Jean-Claude Goaër          | FGDS (Radical) | 3 109        | 9,85         |             |             |  |
|                                  | Raymond Sarembaud          | PSU            | 2 247        | 7,12         |             |             |  |
|                                  | René Galoin                | TD             | 424          | 1,34         |             |             |  |
|                                  |                            |                |              |              |             |             |  |
| Inscrits                         | Inscrits                   | Inscrits       | 40 899       | 100,00       | 40 886      | 100,00      |  |
| Abstentions                      | Abstentions                | Abstentions    | 9 023        | 22,06        | 10 776      | 26,36       |  |
| Votants                          | Votants                    | Votants        | 31 876       | 77,94        | 30 110      | 73,64       |  |
| Blancs et nuls                   | Blancs et nuls             | Blancs et nuls | 321          | 1,01         | 338         | 1,12        |  |
| Exprimés                         | Exprimés                   | Exprimés       | 31 555       | 98,99        | 29 772      | 98,88       |  |
| Source : Data.gouv.fr et CEVIPOF |                            |                |              |              |             |             |  |

Michel Marquet était le remplaçant d'André Fanton. Il le remplaça du 23 juillet 1969 au 1er avril 1973 quand André Fanton fut nommé membre du Gouvernement.

### Élections de 1973
| Candidat                         | Candidat                   | Parti                           | Premier tour | Premier tour | Second tour | Second tour |  |
| Candidat                         | Candidat                   | Parti                           | Voix         | %            | Voix        | %           |  |
| -------------------------------- | -------------------------- | ------------------------------- | ------------ | ------------ | ----------- | ----------- |  |
|                                  | André Fanton sortant réélu | UDR (URP)                       | 9 352        | 32,96        | 14 418      | 52,68       |  |
|                                  | Roger Trugnan              | PCF                             | 6 493        | 22,88        | 12 951      | 47,32       |  |
|                                  | Paul Pernin                | CD (MR)                         | 4 762        | 16,78        | Retrait     | Retrait     |  |
|                                  | Guy Gennesseaux            | MRG (UGSD)                      | 4 731        | 16,67        | Retrait     | Retrait     |  |
|                                  | Jean Baumgarten            | PSU                             | 829          | 2,92         |             |             |  |
|                                  | Jean-Claude Moro           | LO                              | 601          | 2,12         |             |             |  |
|                                  | Pierre Bousquet            | FN                              | 553          | 1,95         |             |             |  |
|                                  | Claude André               | SE (CASCAPECM)                  | 328          | 1,16         |             |             |  |
|                                  | Yvette Cornil              | Divers droite (ARIL)            | 313          | 1,10         |             |             |  |
|                                  | André Nuytens              | Gaulliste (Présence socialiste) | 228          | 0,80         |             |             |  |
|                                  | Henri Goblot               | FP                              | 98           | 0,35         |             |             |  |
|                                  | Pierre Lelong              | Divers droite (PLF)             | 89           | 0,31         |             |             |  |
|                                  |                            |                                 |              |              |             |             |  |
| Inscrits                         | Inscrits                   | Inscrits                        | 35 829       | 100,00       | 35 827      | 100,00      |  |
| Abstentions                      | Abstentions                | Abstentions                     | 7 029        | 19,62        | 7 054       | 19,69       |  |
| Votants                          | Votants                    | Votants                         | 28 800       | 80,38        | 28 773      | 80,31       |  |
| Blancs et nuls                   | Blancs et nuls             | Blancs et nuls                  | 423          | 1,47         | 1 404       | 4,88        |  |
| Exprimés                         | Exprimés                   | Exprimés                        | 28 377       | 98,53        | 27 369      | 95,12       |  |
| Source : Data.gouv.fr et CEVIPOF |                            |                                 |              |              |             |             |  |

Michel Marquet était le suppléant d'André Fanton.

### Élections de 1978
| Candidat       | Candidat            | Parti                   | Premier tour | Premier tour | Second tour | Second tour |  |
| Candidat       | Candidat            | Parti                   | Voix         | %            | Voix        | %           |  |
| -------------- | ------------------- | ----------------------- | ------------ | ------------ | ----------- | ----------- |  |
|                | Alain Devaquet élu  | RPR                     | 8 335        | 30,63        | 14 363      | 51,98       |  |
|                | Georges Sarre       | PS                      | 6 628        | 24,36        | 13 269      | 48,02       |  |
|                | Douceline Bonvalet  | PCF                     | 5 010        | 18,41        | Retrait     | Retrait     |  |
|                | Bernard Tiélès      | UDF (Rad)               | 3 065        | 11,26        |             |             |  |
|                | Joël Broquet        | Écologie 78             | 1 289        | 4,74         |             |             |  |
|                | Jacques Toussaint   | PSU (FA)                | 517          | 1,9          |             |             |  |
|                | Claude André        | Divers droite (UNMP)    | 496          | 1,82         |             |             |  |
|                | Hélène Mayer        | Divers gauche (Choisir) | 335          | 1,23         |             |             |  |
|                | Robert-Élie Azoulay | Extrême droite (UFBS)   | 309          | 1,14         |             |             |  |
|                | Pierre Bousquet     | FN                      | 309          | 1,14         |             |             |  |
|                | Josette Trat        | LCR                     | 262          | 0,96         |             |             |  |
|                | Jacques Martel      | LO                      | 214          | 0,79         |             |             |  |
|                | Fernand Kunzer      | PFN                     | 210          | 0,77         |             |             |  |
|                | Christian Brault    | UGP                     | 130          | 0,48         |             |             |  |
|                | Alain Camelin       | Divers droite (RUC)     | 101          | 0,37         |             |             |  |
|                |                     |                         |              |              |             |             |  |
| Inscrits       | Inscrits            | Inscrits                | 33 935       | 100,00       | 33 947      | 100,00      |  |
| Abstentions    | Abstentions         | Abstentions             | 6 150        | 18,12        | 5 691       | 16,76       |  |
| Votants        | Votants             | Votants                 | 27 785       | 81,88        | 28 256      | 83,24       |  |
| Blancs et nuls | Blancs et nuls      | Blancs et nuls          | 575          | 2,07         | 624         | 2,21        |  |
| Exprimés       | Exprimés            | Exprimés                | 27 210       | 97,93        | 27 632      | 97,79       |  |

Le suppléant d'Alain Devaquet était Jean-Louis Martin, ingénieur commercial.

### Élections législatives de 1981
| Candidat                                                 | Candidat               | Parti               | Premier tour | Premier tour | Second tour | Second tour |  |
| Candidat                                                 | Candidat               | Parti               | Voix         | %            | Voix        | %           |  |
| -------------------------------------------------------- | ---------------------- | ------------------- | ------------ | ------------ | ----------- | ----------- |  |
|                                                          | Alain Devaquet sortant | RPR (UNM)           | 9 501        | 42,71        | 11 614      | 48,67       |  |
|                                                          | Georges Sarre élu      | PS (CERES)          | 9 068        | 40,76        | 12 249      | 51,33       |  |
|                                                          | Douceline Bonvalet     | PCF                 | 2 128        | 9,57         |             |             |  |
|                                                          | Henri Cuchet           | UDF (Rad)           | 470          | 2,11         |             |             |  |
|                                                          | Pierre Minnaert        | MÉP                 | 409          | 1,84         |             |             |  |
|                                                          | Jean-Paul Crouchez     | LO                  | 211          | 0,95         |             |             |  |
|                                                          | Pierre Aknine          | Divers écologiste   | 170          | 0,76         |             |             |  |
|                                                          | Francine Commenge      | FN                  | 169          | 0,76         |             |             |  |
|                                                          | Geneviève Thibault     | Divers gauche (UGP) | 110          | 0,49         |             |             |  |
|                                                          | Catherine Suignard     | CCA                 | 9            | 0,04         |             |             |  |
|                                                          |                        |                     |              |              |             |             |  |
| Inscrits                                                 | Inscrits               | Inscrits            | 32 875       | 100,00       | 32 875      | 100,00      |  |
| Abstentions                                              | Abstentions            | Abstentions         | 10 444       | 31,77        | 8 707       | 26,49       |  |
| Votants                                                  | Votants                | Votants             | 22 431       | 68,23        | 24 168      | 73,51       |  |
| Blancs et nuls                                           | Blancs et nuls         | Blancs et nuls      | 186          | 0,83         | 305         | 1,26        |  |
| Exprimés                                                 | Exprimés               | Exprimés            | 22 245       | 99,17        | 23 863      | 98,74       |  |
| Source : Data.gouv.fr et Sud-Ouest du 17 juin 1981, p. 3 |                        |                     |              |              |             |             |  |

Le suppléant de Georges Sarre était Jean Bécam, général de division aérienne.